# Mark Spalding

Bischofswappen von Joseph Mark Spalding

Joseph Mark Spalding (* 13. Januar 1965 in Lebanon, Kentucky, USA) ist ein US-amerikanischer Geistlicher und römisch-katholischer Bischof von Nashville.

## Leben
Mark Spalding empfing am 3. August 1991 das Sakrament der Priesterweihe.
Am 21. November 2017 ernannte ihn Papst Franziskus zum Bischof von Nashville. Der Erzbischof von Louisville, Joseph Edward Kurtz, spendete ihm am 2. Februar 2018 die Bischofsweihe; Mitkonsekratoren waren der Erzbischof von Indianapolis, Charles Coleman Thompson, und der Bischof von Owensboro, William Francis Medley.